# 정룽수이
정룽수이(중국어 정체자: 鄭龍水, 병음: Zhèng Lóngshuǐ, 한자음: 정용수, 1959년 12월 7일 ~ )는 중화민국의 정치인이다. 사회복리당의 첫 번째이자 마지막 당의장을 역임했으며, 아시아 최초의 시각장애인 국회의원이기도 했다.

## 학력
- 타이완성립 타이난 제2고등학교 (1979년)
- 단장 대학 중문학과 (1983년)

## 같이 보기
- 신당